# 鄧曇
鄧曇，山西襄陵人，明朝政治人物、进士。
洪武十八年（1385年）乙丑科登進士，授監察御史。